# (466990) 2016 BN53
(466990) 2016 BN53 es un asteroide perteneciente al cinturón de asteroides, descubierto el 13 de enero de 2005 por el equipo Spacewatch desde el Observatorio Nacional de Kitt Peak (Arizona, Estados Unidos).